# Дьяк
Дьяк (от греч. διάκονος, diakonos — служитель) — должность в Русском государстве.

## Описание
Под словом дьяк может пониматься: 
1. начальник органа управления (приказа) или младший чин в боярской думе Русского царства XVI — начала XVIII столетий;
2. церковнослужитель низшего разряда в православной церкви[1], не имеющий степени священства (чаще называемый дьячком).

Также дьяк определялся как начальник, письмоводитель или секретарь канцелярии некоторых учреждений и ведомств (например: Разрядный дьяк — дьяк, служащий в Разряде). 
Разрядные дьяки упоминаются в документах ещё до 1535 года, в другом источнике указан 1478 год, где разрядный дьяк упоминается в росписи походных воевод рати Москвы на Новгород.
Дьяки в России (до XVIII века) руководили работой учреждений местного управления (съезжие избы) и приказов (начальник приказов или были их помощниками). С XV века — землевладельцы. В XV—XVII веках — в составе думных чинов.
Например, посольский дьяк — начальник посольского приказа, думный дьяк — младший чин в боярской думе.
- Губной дьяк
- Думный дьяк

Кроме того, у великих князей и царей были свои личные великокняжеские и царские дьяки, а у митрополитов и патриархов — митрополичии и патриаршии дьяки, выполнявшие их ответственные поручения.
В 1692 году марта 1-го дня, на основании докладной записки, было принято решение, чтобы имена дьяков в Разрядных, Боярских книгах и городовых списках впредь писались с отчествами, что означало их высокую значимость.